# لي بن (سياسي)
لي بن (بالصينية: 李滨) هو دبلوماسي وسياسي صيني، ولد في 1 يوليو 1956 في بكين في الصين. حزبياً، نشط في الحزب الشيوعي الصيني. وقد انتخب سفير.